# Famille du Teilhet de Lamothe
Pour les articles homonymes, voir Teilhet et Lamothe.
La famille du Teilhet de Lamothe ou Dutheillet de Lamothe est une famille subsistante d'ancienne bourgeoisieoriginaire du Bas-Limousin. On la trouve dès la fin du XVe siècle à Pompadour avec une filiation suivie qui remonte au début du XVIIe siècle. Elle a fourni des notaires, des juges, des avocats, des officiers, des magistrats, et des hauts fonctionnaires à l'époque contemporaine.

## Nom de famille
Le tilleul, en latin tilia ou tilium, a donné les noms theil, le theil, theillet, tillet etc.
L'orthographe du nom varie dans les registres d'Arnac-Pompadour où l'on trouve notamment « Teilhet », « du Teilhet », « Teilles, sieur de La Monthezie » etc.
Au cours du XIXe siècle, les tenants des orthographes Dutheillet ou du Teilhet se contredisent, y compris par voie de justice[source insuffisante].
Cette famille comporte en 2023 plusieurs rameaux dont le nom de famille à l’état civil est « Dutheillet de Lamothe » ou « du Teilhet de Lamothe ».

## Origines
Selon un membre de la famille Une tradition familiale relate qu'elle faisait à l’origine partie de la mesnie des vicomtes de Comborn,.
Jean-Baptiste Champeval retient la date de 1361 comme première occurrence du nom[Lequel ?] dans le terrier de la vicomté de Comborn. Il indique qu'à Pompadour se trouvait un bois appelé le bois du Teillet et un pré dit La Motte. Il identifie, dans une charte de 1124, un lieu nommé « Tellol » « entre les deux rivières le Loyre et La Vezère qui coulent parallèlement », comme  étant le village de Le Theillet.
,.
Gustave Chaix d'Est-Ange écrit que cette famille est originaire de Pompadour en Bas-Limousin. La famille du Teilhet de Lamothe et la famille Dutheillet-Lamonthézie sont issues d'une même souche, partagée à une époque reculée en un certain nombre de branches dont on ne connait pas le point de jonction,.

## Histoire
Gustave Chaix d'Est-Ange écrit en 1917 que la famille Dutheillet, ou du Theillet « est une des plus anciennes et une des plus notables de la haute bourgeoisie de sa région ». Opinion partagée à l'époque contemporaine par Pierre-Marie Dioudonnat qui écrit en 2002 que cette famille est une « ancienne famille bourgeoisie originaire de Pompadour qui a gardé le surnom terrien de Lamothe ».

### Existence avérée dans la vicomté de Pompadour
En 1480, Pierre Teilhet est notaire et secrétaire d'Antoine de Pompadour.
En 1569, Maître Pierre Tilhet, a son habitation dans l'enceinte du château de Pompadour.
Sa filiation suivie remonte à maître Georges de Teilhet, juge de Pompadour de 1630 à 1646, décédé en 1646. Marié à Catherine du Authier, « il laissa un fils honorable Peyrot de Teilhet, sieur de la Mothe, bourgeois, décédé le 8 mai 1699, qui épousa le 3 mai 1650 Catherine Duroy de Chaumareys et qui continua la lignée.
Joseph Brunet écrit en 1859 dans le Bulletin de la Société archéologique et historique du Limousin : « Des titres que je possède ou qui m'ont été communiqués, et divers actes consignés dans l'Inventaire de Pompadour, permettent de suivre la transformation du nom. Les Tilhet ou Teilhet étaient des serviteurs de la maison de Pompadour, près de laquelle ils ont surtout rempli les fonctions de scribes, greffiers, chanceliers et notaires ».

### Enpays Arédien
Henri du Teilhet sieur de Lamothe (1691-1765), quitte Pompadour et acquiert en 1747, la charge de conseiller du roi en l'élection de Brive. Son mariage avec Marie du Burguet de Chauffaille (1697-1729) donne à la famille ses premières  attaches à Saint-Yrieix-la-Perche et sa région où elle est toujours présente au XXIe siècle.

## Généalogie
La généalogie suivante est donnée pour les premiers degrés et jusqu'à la fin du XIXe siècle par Gustave Chaix d'Est-Ange.
- Maître Georges de Teilhet, juge de Pompadour (†1646), marié à Catherine du Autier (†1659).
  - Honorable Peyrot de Teilhet, sieur de la Mothe, bourgeois († 8 mai 1699), marié le 3 mai 1650 à Catherine Duroy de Chaumarex.
    - Henri du Teilhet-Lamothe, sieur du Bordial[9], avocat en la Cour puis lieutenant du marquisat de Pompadour. Marié le 30 janvier 1683 à Jeanne de Bordas, fille d'un bourgeois de Lubersac.
      - Henri du Teilhet, sieur de Lamothe[14], conseiller en l'élection de Brive en 1747, marié en 1723 à Marie du Burguet de Chauffaille, puis veuf, épouse en secondes noces en 1732 Jeanne-Marie du Griffolet.
        - (1) Gabriel-Yrieix du Theillet de Lamothe (1724-1772), sieur de Lamothe et de Chiniac, avocat en la Cour souveraine du Parlement de Bordeaux à partir de 1745, conseiller d'élection à Brive en 1765, marié en 1755 Catherine de Lafont.
          - Léonard Dutheillet de Lamothe (1756-1793), gendarme de la Garde du roi puis juge de paix, marié à Françoise Bigorie du Chambon, a eu neuf enfants dont trois garçons qui ont fait souche à l’époque de la Révolution française. Il est l’ancêtre commun de toutes les branches vivantes au XXIe siècle.
            - Aubin Dutheillet de Lamothe (1781-1853), greffier commis au tribunal de Saint-Yrieix. Il épouse Gabrielle-Agathe Bonhomme de Lacotte.
              - Yrieix Henry Dutheillet de Lamothe (1818-1873, percepteur à Pierre-Buffière, puis à Saint-Yrieix. Il épouse Marie Thérèse Cécile Gondinet.
                - Georges Léonard Gédéon Dutheillet de Lamothe (1844-1905) épouse Anne Sophie Gabrielle Agathe Lagarde.
                  - Pierre-Robert Dutheillet de Lamothe (1871-1944)[17] (1871-1944), contrôleur général des armées, commandeur de la Légion d'honneur[18].
                  - Louis-Yrieix Dutheillet de Lamothe (1872-1942), directeur du Courrier du Centre, président du syndicat de la presse limousine, officier de la Légion d'honneur[19].
                  - Gilbert Dutheillet de Lamothe (1886-1934), docteur en médecine à Limoges, épouse Marie Philomène Anne Louise Antoinette Renée de Chapuiset.
                    - Alain Dutheillet de Lamothe (1919-1972), commissaire du Gouvernement, conseiller d’État, avocat général à la Cour de justice des Communautés européennes.
                      - Olivier Dutheillet de Lamothe (né en 1949), conseiller d’État, membre du Conseil constitutionnel (2001-2010). Il est en 2023 l'aîné de la branche aînée de la famille.
                        - Louis Dutheillet de Lamothe (né en 1983), maître des requêtes au Conseil d'État, secrétaire général de la CNIL.

            - Léonard Dutheillet de Lamothe (1784-1820), lieutenant de la Garde impériale. Il épouse Henrianne de Châtillon.
              - Aubin Alfred Dutheillet de Lamothe (1811 -1884) épouse Lovely Petit de Pressigny.
                - Julien du Theillet de Lamothe (1853-1934), inspecteur des Finances. Il épouse Marguerite de Bruyne.
                  - Alfred Dutheillet de Lamothe (1904-2001) dit « Capitaine Fred », FFI, membre du Bataillon Violette et de la Brigade RAC en 1944-1945, avocat au barreau de Paris puis de Limoges.

                - Maurice Dutheillet de Lamothe (1857-1938), avocat près la Cour d'appel de Limoges[20]. Il épouse Jeanne Lamy de La Chapelle.
                  - Yrieix-Christian du Teilhet de Lamothe (1907-1995), avocat près la Cour d'appel de Limoges[21]. Il épouse Marie Thérèse Anne Élisabeth de Vanssay.
                    - Léonard du Teilhet de Lamothe épouse Bérengère de Moustier.
                      - Arnaud du Teilhet de Lamothe épouse Laurence de la de Becdelièvre, auteur d'un récit historique : La Petite Brigande (2002)[22].

            - Aubin-Julien Dutheillet de Lamothe (1791-1856)[23],[24] (1791-1856), lieutenant-colonel, officier de la Légion d’honneur[19]. Il épouse Marie Wilbraham.
              - Julien du Teilhet de Lamothe (1835-1922), membre de la Société scientifique, historique et archéologique de la Corrèze.
              - Henri-Gustave Dutheillet de Lamothe (1837-1902), capitaine au 46e Régiment d’infanterie, chevalier de la Légion d'honneur[19]

        - (1) Léonard du Teilhet de Lamothe (1726-..), capitaine d'artillerie et commandant de la paroisse Saint-Louis à Saint-Domingue[25].
        - (2) Yrieix-Charles du Teilhet de Lamothe (1735-1812), capitaine au Royal-Dragons, chevalier de Saint-Louis.

## Religieux, membres de la famille
- Jean Teillet de la Motte, curé de Treignac au XVIIe siècle[26].
- Henri Teilhet du Cluzeaud, curé de Sardoux (il marie le 25 août 1732 son cousin Henri du Teilhet sieur de Lamothe, bourgeois de Pompadour et Jeanne du Griffolet)[27].
- Henriette du Teilhet de Lamothe, Sœur Thérèse de Jésus aux Ursulines de Tulle au XVIIIe siècle.
- Suzanne du Teilhet de Lamothe (..-1769), Révérende mère de Saint-André, mère abbesse du couvent des Dames de Sainte-Claire de Saint-Yrieix.
- Jules du Teilhet de Lamothe (1824-1915), curé de Saint-Loubès en Gironde.

## Alliances
Les principales alliances de la famille du Teilhet de Lamothe sont : Barbou des Courrières, Bazin de Jessey, de Becdelièvre, Bessas, de Bigorie du Chambon et de Laschamps, de Blesson, du Breil de Pontbriand, de Bruyne, du Burguet de Chauffaille (1723), de Chatillon, Choumeils de Saint-Germain, de Clédat, Donnet de Fontrobert, Donnève de Villoutreys, Doudinot de La Boissière (1742), Dumouchel de Prémare, Duroy de Chaumareys (1650), du Griffolet (1732), du Fayet de La Tour, de Feydeau de Saint-Christophe, Lamy de La Chapelle (1894), de Langlois de Rubercy, de La Roche-Aymon, de Maigret, Poumeau-Laroche (1806), de Prudhomme de La Boussinière, de Rochefort, Sardin d'Enjoÿ, de Vanssay (1935), de Moustier, de Chérade de Montbron, de Solages, de Talhouët (1996).

## Armes

Henri Jouglas de Morenas indique au nom Dutheillet de Lamothe les armes : D'argent au tilleul de sinople sur un tertre du même, accosté en chef de deux étoiles de gueules,.

## Pour approfondir